# Pholidocarpus kingianus
Pholidocarpus kingianus är en enhjärtbladig växtart som först beskrevs av Odoardo Beccari, och fick sitt nu gällande namn av Henry Nicholas Ridley. Pholidocarpus kingianus ingår i släktet Pholidocarpus och familjen Arecaceae. IUCN kategoriserar arten globalt som sårbar. Inga underarter finns listade i Catalogue of Life.